# Aegotheles crinifrons
Aegotheles crinifrons е вид птица от семейство Aegothelidae.

## Разпространение
Видът е разпространен в Индонезия.